# Zuzana Kenížová
Zuzana Kenížová (* 9. Oktober 1979) ist eine slowakische Badmintonspielerin. 

## Karriere
Zuzana Kenížová nahm 1995 und 1997 an den Badminton-Weltmeisterschaften teil. Als beste Platzierung erreichte sie dabei Rang 33 im Damendoppel bei beiden Teilnahmen. 1996 siegte sie bei den slowakischen Juniorenmeisterschaften, 1997 bei den Titelkämpfen der Erwachsenen.

## Sportliche Erfolge
| Saison | Veranstaltung                                | Disziplin | Platz | Name                               |
| ------ | -------------------------------------------- | --------- | ----- | ---------------------------------- |
| 1996   | Slowakei: Einzelmeisterschaften der Junioren | Mixed     | 1     | Marek Navratil / Zuzana Kenížová   |
| 1997   | Slowakei: Einzelmeisterschaften              | Mixed     | 1     | Juraj Brestovský / Zuzana Kenížová |

## Referenzen
- Zuzana Kenížová beim Badminton-Weltverband

| Personendaten    | Personendaten                  |
| ---------------- | ------------------------------ |
| NAME             | Kenížová, Zuzana               |
| KURZBESCHREIBUNG | slowakische Badmintonspielerin |
| GEBURTSDATUM     | 9. Oktober 1979                |